# Марковский, Алексей Викторович
Алексей Викторович Марковский (род. 17 мая 1957, Курган) — советский пловец, пятикратный чемпион Европы, трёхкратный серебряный призёр чемпионатов мира, 26-кратный чемпион СССР. Мастер спорта СССР международного класса (1979), Заслуженный мастер спорта СССР (1981), выступал за СК «Труд» г. Челябинска. Тренеры — В. Л. Красильников (до 1980 г.) и заслуженный тренер СССР Л. Д. Капшученко.
Редкий случай в спортивном плавании, когда высшие достижения спортсмен показал в зрелом по меркам вида спорта возрасте (24—28 лет).

## Биография
Алексей Викторович Марковский родился 17 мая 1957 года в городе Кургане Курганской области.
Начал тренироваться в г. Кургане в 1966 году в 25-метровом бассейне банно-прачечного комбината. В 1975 году — мастер спорта, зачислен в сборную команду СССР, однако уже в 1976 году отчислен по возрасту «за бесперспективность».
В 1976 году переехал вместе с тренером Владимиром Леонидовичем Красильниковым в г. Челябинск Челябинской области. В 1979 году решил завершить спортивную карьеру после летней Спартакиады РСФСР, однако неожиданно для многих победил, участвовал в Спартакиаде народов СССР, после которой получил повторное приглашение в сборную команду СССР.
Окончил Челябинский государственный институт физической культуры в 1979 году.
- Летние Олимпийские игры 1980 год, Москва (СССР) — финалист заплыва на 100 м баттерфляем и участник команды в эстафете 4×100 м комб.
- Чемпионат Европы по водным видам спорта 1981 год, Сплит (Югославия) — трёхкратный чемпион и рекордсмен Европы (100 батт., 4×100 м в/ст и 4×100 м комб.)
- IV Чемпионат мира по водным видам спорта 1982 год, Гуаякиль (Эквадор) — двукратный серебряный призёр (4×100 м в/ст и 4×100 м комб.), 4 место на 100 м баттерфляй)
- Чемпионат Европы по водным видам спорта 1983 год, Рим (Италия) — двукратный чемпион Европы в эстафетах и призёр на 100 м баттерфляй
- В 1984 году из-за бойкота Олимпийских игр в Лос-Анджелесе в Москве проводились Соревнования «Дружба-84» по плаванию, на которых Алексей Марковский и Владимир Сальников стали самыми титулованными пловцами (по три «золота»), при этом Алексей дополнительно выиграл «серебро» на дистанции 100 м в/ст.
- V Чемпионат мира по водным видам спорта 1986 год, Мадрид (Испания), — серебряный призёр в эстафете 4×100 м в/ст и бронзовый — в эстафете 4×100 м комб.
- Чемпион СССР (1982, 1984 — 100 м в/с; 1982, 1983, 1985 — 100 м батт; 1979, 1981, 1982, 1983, 1984, 1985, 1986 — эстафета 4×100 м в/с; 1986 — эстафета 4×200 м в/с; 1983, 1985 — эстафета 4×100 м комб).
- Серебряный призер чемпионатов СССР (1981, 1983, 1985 — 100 м в/с; 1981, 1984, 1986 — 100 м батт; 1981 — 200 м комп; 1976, 1981 — эстафета 4×100 м комб)
- Бронзовый призер чемпионатов СССР (1979, 1986 — 100 м в/с; 1979 — эстафета 4×100 м комб).
- Чемпион СССР на короткой воде (1985 — 100 м в/с; 1982, 1983, 1984, 1985 — 100 м батт; 1982, 1984, 1985 — эстафета 4×100 м в/с; 1982, 1985 — эстафета 4×100 м комб).
- Серебряный призер чемпионатов СССР на короткой воде (1984 — 100 м в/с; 1981 — 100 м батт; 1983 — эстафета 4×100 м в/с; 1984 — эстафета 4×100 м комб).
- Бронзовый призер чемпионатов СССР на короткой воде (1980, 1981, 1982 — 100 м в/с; 1986 — 50 м батт, 100 м батт; 1981 — 200 м комп).

Завершил спортивную карьеру в 1987 году.
Окончил Высшую школу тренеров при Государственном центральном институте физической культуры, с 1988 года работал тренером женской молодёжной команды СССР по плаванию, работал тренером за рубежом.
С 1992 года занимается коммерческой деятельностью. Позднее вернулся на тренерско-преподавательскую работу, работал тренером за рубежом, тренером-инструктором в бассейне спорткомплекса «Олимпийский» в Москве.

## Награды, звания, премии
- Звание «Мастер спорта СССР», 1975 год[3]
- Звание «Мастер спорта СССР международного класса», 1979 год
- Звание «Заслуженный мастер спорта СССР», 1981 год
- Народная премия «Светлое прошлое», 17 января 2016 года, Челябинск[4]